# 森本茂
森本 茂（もりもと しげる、1928年1月2日 - 1996年6月24日）は、日本の国文学者。

## 経歴
京都府生まれ。
1956年（昭和31年）3月、立命館大学大学院日本文学科修士課程修了。
相愛女子大学助教授、教授、梅花女子大学文学部教授、香川大学教育学部教授、1992年奈良大学文学部国文学科教授。
1992年3月28日、「大和物語の考証的研究」で立命館大学より論文博士として博士（文学）の学位を取得。

## 著書
- 『源氏物語の風土』白川書院、1965-1968年。
- 『伊勢物語論』大学堂書店、1969年。
- 『伊勢物語全釈』大学堂書店、1973年。
- 『文学と史蹟の旅路―京都・近江路・阪神―』学燈社、1975年。
- 『大和物語の考証的研究』（研究叢書；94）和泉書院、1990年。
- 『大和物語全釈』大学堂書店、1993年。
- 『平中物語全釈』大学堂書店、1996年。

### 編著
- 『歌枕大観 校注 山城篇』編著、大学堂書店、1979年。
- 『歌枕大観 校注 近江篇』編著、大学堂書店、1984年。
- 『注解演習枕草子 解説編』新訂版 編、京都書房、1993年。
- 『国語常識問題 整理と演習』相楽俊暁共編、京都書房、1994年。